# Horperath
Horperath település Németországban, Rajna-vidék-Pfalz tartományban. Lakosainak száma 123 fő (2023. december 31.).

## Népesség
A település népességének változása:
| Lakosok száma | 119  | 123  | 129  | 120  | 124  | 123  |
|               | 1975 | 2017 | 2019 | 2021 | 2022 | 2023 |